# Дулова Гора
Дулова Гора — деревня в Струго-Красненском районе Псковской области России. Входит в состав сельского поселения «Новосельская волость».

## География
Находится на северо-востоке региона, в лесной местности, у реки Пскова.
Уличная сеть не развита.

## История
До марта 2005 года деревня Дулова Гора входила в Молодейскую волость.
В соответствии с Законом Псковской области от 28 февраля 2005 года № 420-ОЗ деревня Дулова Гора, вместе с другими селениями упраздненной Молодейской волости, вошла в состав образованного муниципального образования Новосельская волость.

## Население
| 2001 | 2002 | 2010 | 2011 |
| ---- | ---- | ---- | ---- |
| 18   | ↗25  | ↘10  | ↘7   |

## Инфраструктура
Личное подсобное хозяйство.
Почтовое отделение, обслуживающее д. Дулова Гора — 181161; расположено в д. Палицы.

## Транспорт
Просёлочные дороги, одна из них к деревне Палицы, другая — к деревне Пески.